# 칠드런 인 니드

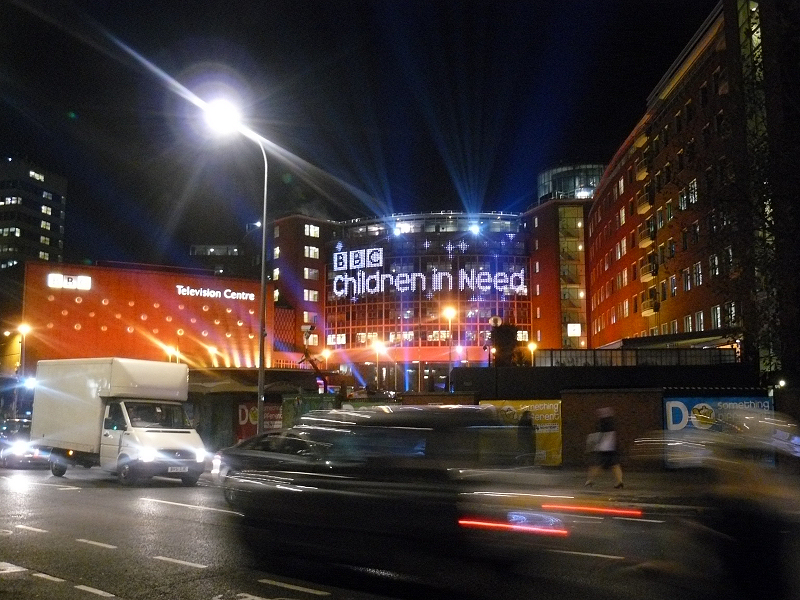
2008년 방송 당시 BBC 텔레비전 센터

《BBC 칠드런 인 니드》(영어: BBC Children in Need →도움이 필요한 아이들, 웨일스어: Plant Mewn Angen)는 영국의 자선단체이다. 영국의 장애 어린이를 돕기 위해 1980년부터 시작된 프로그램으로, 현재까지 모금액은 총 6억 파운드 (약 7000억 원)이다. 이 프로그램의 하이라이트는 매년 11월마다 열리는 장시간 자선 프로그램으로, BBC One과 BBC Two에서 오후 7시 반부터 새벽 2시까지 진행된다. 한편 BBC 칠드런 인 니드를 상징하는 마스코트로 '퍼지 베어' (Pudsey Bear)가 있으며, 테리 워건이 장수 진행자로 유명했다.
BBC 칠드런 인 니드는 영국 문화의 한 축을 차지하는 중요한 연간 행사로, 레드 노즈 데이나 스포트 릴리프와 함께 영국의 대표적인 모금 프로그램으로 꼽힌다. 칠드런 인 니드는 BBC에 속하며 나머지 두 프로그램은 코믹 릴리프 단체에 후원된다. 첫 시작부터 텔레비전 방송은 BBC 텔레비전 센터에서 진행되어 왔으나, 이곳이 문을 닫고 나서부터는 BBC 엘스트리 센터에서 이뤄지고 있다. 오는 2017년 11월에는 다시 BBC 텔레비전 센터로 자리를 옮길 예정이다.

## 역사

### 초창기 자선방송
BBC의 첫 자선방송은 1927년에 시작되었다. 크리스마스날 5분짜리 라디오 방송을 진행하는 형식이었다. 이때 당시 총 1,143파운드, 지금 물가로 27,150파운드 (약 3894만 원)를 모금하였고, 기부금은 아동자선단체 네 곳에 전달됐다. 첫 텔레비전 자선방송은 1955년에 시작된 5분짜리 크리스마스 프로그램 《칠드런스 아워》로, 해리 코벳과 손가락 곰돌이 인형인 수티가 진행을 맡았다. 크리스마스 특집 자선 프로그램은 1979년까지 TV와 라디오 방송으로 계속됐다. 이 기간의 모금액은 총 625,836파운드에 달했다. 나중에 칠드런 인 니드를 맡게 되는 테리 워건은 1978년 이 방송에 처음 출연했으며 이듬해 1979년에도 다시 진행자로 나섰다. 가끔씩 피터팬이나 톰과 제리 같은 만화 캐릭터들이 나와서 홍보하기도 했다.

### 칠드런 인 니드

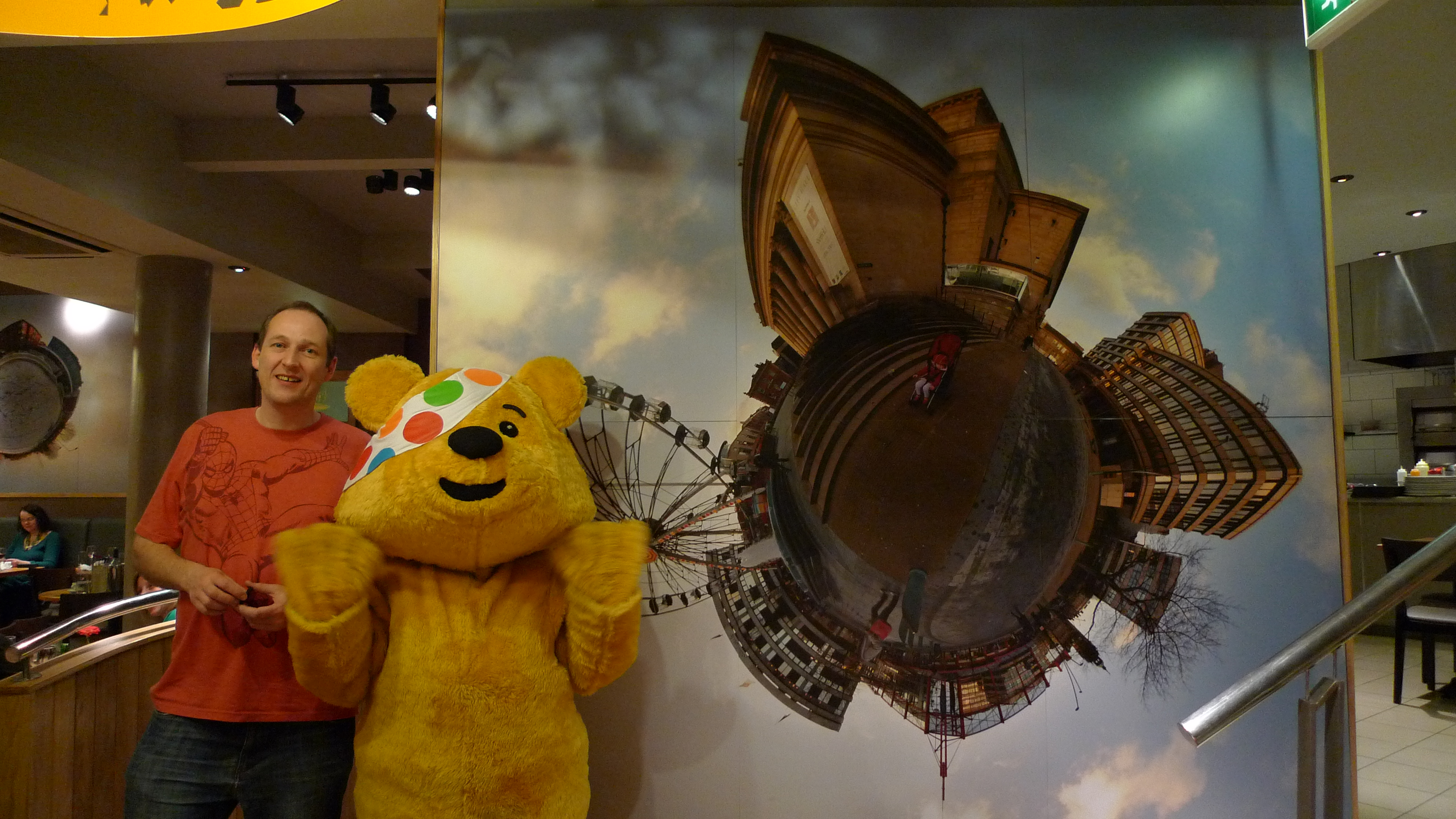
2009 BBC 칠드런 인 니드를 홍보하는 퍼지 베어

1980년에는 장시간 자선 프로그램인 《칠드런 인 니드》가 처음으로 방송되었다. 저녁 시간대 프로그램이 끝날때마다 평소에 하던 막간 방송 대신에 자선 프로그램을 단편으로 이어 방송하는 방식이었다. 방송에서 모금된 돈은 영국의 어린이들을 위해 일하는 자선 단체에 전부 돌아가도록 했다. 방송 포맷도 테리 워건, 수 롤리, 에스더 랜트전의 진행으로 새단장하면서 시청자의 관심과 기부를 급격히 끌어올리게 되었는데, 첫해에만 100만 파운드를 모금하는 기록을 거두었다. 인기가 높아지자 방송 포맷도 단편 방송 분량을 늘리고 정규방송을 없애는 방향으로 나아가게 되었으며, 결국 1984년에는 하나의 연속 프로그램으로 발전하게 되었다. 이후로는 라디오와 온라인 동시방송으로도 범위를 넓혀 나갔다. 정기 진행자였던 워건은 연간 행사를 상징하는 인물로 자리잡았으며, 2014년 건강 악화로 하차하기 전까지 34년간 방송 진행을 맡았다.
1988년, BBC 칠드런 인 니드는 잉글랜드와 웨일스에서 국가 공인 자선단체 (제802052호)로 등록되었고, 2008년에는 스코틀랜드에서도 자선단체 (SC039557)로 등록되면서 정식 '자선단체'가 되었다.